# Gillis Peeters I
Pour les articles homonymes, voir Peeters.
Gillis Peeters I (12 janvier 1612, Anvers – 12 mars 1653) est un peintre baroque flamand spécialisé dans la peinture des scènes historiques.

## Biographie
Gillis Peeters est né le 12 janvier 1614 à Anvers en Belgique. Il est le frère des peintres Jan Peeters I, Bonaventura Peeters, et Catharina Peeters (en). Il devient membre de la guilde de Saint-Luc d'Anvers en 1635. Avec son frère Bonaventura, il a peint la bataille de Calloo pour la municipalité d'Anvers.